# Đông Dinh (quận)
Đông Dinh (chữ Hán giản thể: 东营区, âm Hán Việt: Đông Dinh khu) là một quận thuộc địa cấp thị Đông Dinh, tỉnh Sơn Đông, Cộng hòa Nhân dân Trung Hoa. Quận Đông Dinh có diện tích 1155 km², dân số 570.000 người. Mã số bưu chính của quận Đông Dinh là 257029. Đây là trung tâm văn hóa, kinh tế và chính trị của địa cấp thị Đông Dinh. Quận Đông Dinh được chia thành 6 nhai đạo, 4 trấn. Các đơn vị này lại được chia thành 201 ủy ban thôn cư.
- Nhai đạo biện sự xứ: Đông Thành, Hoàng Hà Lộ, Tân Điếm, Thắng Lợi, Văn Hối, Thắng Viên.
- Trấn: Sử Khẩu, Ngưu Trang, Lục Hộ, Long Cư.